# كاي فريدمان
كاي فريدمان (بالألمانية: Kay Friedmann)‏ هو لاعب كرة قدم ألماني في مركز الدفاع، ولد في 15 مايو 1963 في شباير في ألمانيا. لعب مع نادي كايزرسلاوترن ونادي نورنبرغ ونادي هامبورغ 08.

## وصلات خارجية
- كاي فرايدمان على موقع قاعدة بيانات كرة القدم.إي يو (الإنجليزية)
- كاي فرايدمان على موقع بيانات كرة القدم. دي إي (الألمانية)